# Cyril Moliner
Pour les articles homonymes, voir Moliner.
Pas d'image ? Cliquez ici

a Compétitions nationales et continentales officielles uniquement.

Cyril Moliner, né le 8 janvier 1990 à Foix (Ariège), est un joueur français de rugby à XIII évoluant au poste de deuxième ligne.

## Biographie
Il fait ses débuts en Championnat de France avec Saint-Gaudens en 2008. Il rejoint par la suite Toulouse avec lequel il remporte le Championnat de France en  2014 et 2015 ainsi que la Coupe de France en 2014. Il revient en 2015 à Saint-Gaudens. Il est convoqué pour affronter au sein d'une sélection des meilleurs joueurs du Championnat de France un match de préparation des Dragons Catalans avant leur entrée en lice en Super League.
Il est le fils de Jacques Moliner, premier joueur de rugby à XIII français à jouer en Australie au sein du championnat de Nouvelle-Galles du Sud qui précéda la National Rugby League et capitaine de l'équipe de France,.

## Palmarès
- Collectif :
  - Vainqueur du Championnat de France : 2014 et 2015[5] (Toulouse).
  - Vainqueur de la Coupe de France : 2014 (Toulouse).

### En club
| Saison    | Club          | Compétition           | Matchs | Points | Essais | Goals | Drops |
| --------- | ------------- | --------------------- | ------ | ------ | ------ | ----- | ----- |
| 2008-2009 | Saint-Gaudens | Championnat de France | 3      | -      | -      | -     | -     |
| 2009-2010 | Saint-Gaudens | Championnat de France | 16     | 4      | 1      | -     | -     |
| 2010-2011 | Saint-Gaudens | Championnat de France | 16     | 12     | 3      | -     | -     |
| 2011-2012 | Toulouse      | Championnat de France | 5      | 4      | 1      | -     | -     |
| 2012-2013 | Toulouse      | Championnat de France | 6      | -      | -      | -     | -     |
| 2013-2014 | Toulouse      | Championnat de France | 10     | -      | -      | -     | -     |
| 2014-2015 | Toulouse      | Championnat de France | 11     | -      | -      | -     | -     |
| 2015-2016 | ?             | -                     | -      | -      | -      | -     | -     |
| 2016-2017 | Saint-Gaudens | Championnat de France | 9      | 4      | 1      | -     | -     |
| 2017-2018 | Saint-Gaudens | Championnat de France | 15     | 16     | 4      | -     | -     |
| 2018-2019 | Saint-Gaudens | Championnat de France | 19     | 28     | 7      | -     | -     |
| 2019-2020 | Saint-Gaudens | Championnat de France | 9      | 4      | 1      | -     | -     |
| 2020-2021 | Saint-Gaudens | Championnat de France | 9      | 4      | 1      | -     | -     |